# Mikaela Mayer
Pour les articles homonymes, voir Mayer.
Mikaela Joslin Mayer est une boxeuse américaine née le 4 juillet 1990 à Los Angeles.

## Carrière
Mikaela Mayer commence les sports de combats à l’âge de 13 ans après s'être rebellée contre un changement de garde parentale. Obsédée à réussir dans le sport, elle s'entraîne six jours par semaine dans un club de muay thaï. Son père, impressionné par son implication, insiste pour qu'Al Mitchell, entraîneur olympique américain, la fasse entrer dans le programme d'entraînement sportif de l'université du Nord du Michigan.
Elle a notamment gagné la médaille de bronze lors des championnats du monde de Qinhuangdao en 2012 dans la catégorie des poids super-légers (-64 kg).
Qualifiée pour le tournoi olympique des  poids légers (-60 kg) aux Jeux olympiques de Rio en 2016, Mikaela Mayer est éliminée en quart de finale sur décision partagée par la Russe Anastasia Beliakova,. De retour aux États-Unis, la boxeuse américaine a peu d'options : poursuivre sa carrière amateur, passer professionnelle pour 2 000 $ le combat ou rejoindre l'organisation d'arts martiaux mixte du Bellator MMA.
En novembre 2021, Mikaela Mayer domine la boxeuse française Maïva Hamadouche à la décision des juges après dix rounds et unifie les titres chez les poids super-plumes.